# Chmielniki (powiat bydgoski)

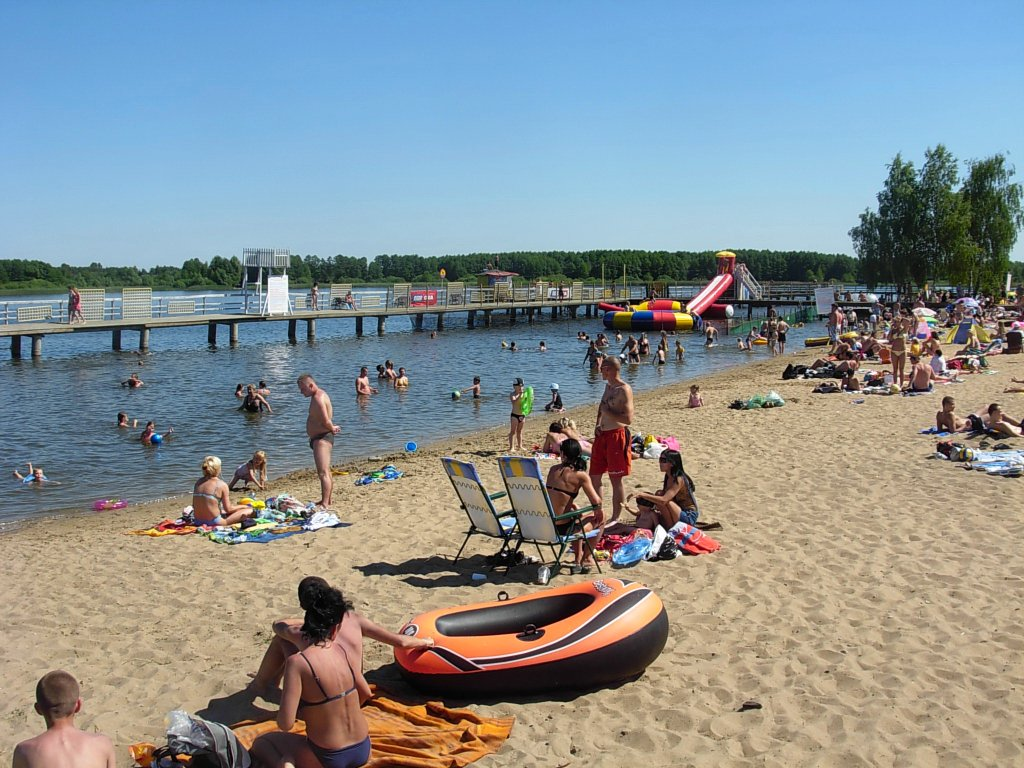
Plaża w Chmielnikach nad Jeziorem Jezuickim

Chmielniki (niem. Hopfengarten) – osada położona nad Jeziorem Jezuickim w woj. kujawsko-pomorskim, w pow. bydgoskim, w gminie Nowa Wieś Wielka, w sołectwie Brzoza.
W latach 1950–1998 miejscowość administracyjnie należała do województwa bydgoskiego.

## Położenie
Chmielniki są miejscowością niesołecką usytuowaną na południowo-zachodnim skraju Puszczy Bydgoskiej, między linią kolejową nr 131, a drogą krajową nr 25 Bydgoszcz – Inowrocław. Miejscowość na południowo-wschodnim krańcu przylega do Jeziora Jezuickiego, a od zachodu do łąk nadnoteckich.
Pod względem fizycznogeograficznym Chmielniki leżą w obrębie Pradoliny Toruńsko-Eberswaldzkiej w mezoregionie Kotlina Toruńska na pograniczu mikroregionu Dolina Kanału Noteckiego.

## Charakterystyka
Chmielniki są niewielką osadą położoną w zasięgu oddziaływania aglomeracji Bydgoszczy. Zabudowa rozciąga się wzdłuż drogi krajowej nr 25 Bydgoszcz - Inowrocław. Przy linii kolejowej położona jest stacja Chmielniki Bydgoskie, która w sezonie letnim już od początku XX wieku służy udającym się na wypoczynek nad Jezioro Jezuickie. Przy jeziorze położony jest ośrodek wypoczynku świątecznego, urządzony już w okresie międzywojennym, rozbudowany w latach 60. i 70. oraz po 2000 r. Znajduje się tam m.in. plaża, pomosty, kąpielisko, obiekty sportowe, place zabaw, wypożyczalnia sprzętu wodnego, baza gastronomiczna, noclegowa itp.
Miejscowość otoczona jest obszarami cennymi przyrodniczo: Puszczą Bydgoską z Obszarem Chronionego Krajobrazu Wydm Kotliny Toruńsko-Bydgoskiej oraz łąkami nadnoteckimi, chronionymi w OCK „Łąki Nadnoteckie”. W odległości ok. 1 km na zachód od Chmielnik znajduje się rezerwat leśny Dziki Ostrów, chroniący dąbrowę świetlistą.
Do Chmielnik dociera  szlak turystyczny „Relaks” wiodący z Bydgoszczy poprzez Puszczę Bydgoską.
Na terenie wsi zlokalizowane są trzy nieczynne cmentarze ewangelickie oraz Sala Królestwa zboru Świadków Jehowy.

## Historia
Na mapie Schröttera z końca XVIII wieku miejscowość oznaczono Hopfengarten. W przybliżeniu po dzisiejszym śladzie przebiegała droga łącząca Bydgoszcz z Inowrocławiem. Na skraju łąk nadnoteckich znajdowały się pojedyncze zabudowania oraz karczma nad Jeziorem Jezuickim. W 1872 r. zbudowano linię kolejową Bydgoszcz-Inowrocław (tzw. kolej poznańsko-bydgoską) wraz ze stacją Chmielniki Bydgoskie.
Spis miejscowości rejencji bydgoskiej z 1833 r. podaje, że we wsi Chmielniki (niem. Hopfengarten) w powiecie bydgoskim mieszkało 50 osób (45 ewangelików, 5 katolików) w 8 domach. Przy wsi znajdowała się karczma zwana Seekrug, którą zamieszkiwało 5 ewangelików. Według opisu Jana Nepomucena Bobrowicza z 1846 r. Chmielniki należały do rządowej domeny bydgoskiej. Kolejny spis z 1860 r. podaje, że we miejscowości Hopfengarten znajdowała się kolonia osadnicza, osada Mochelberg i karczma Seekrug. Łącznie mieszkało tu 121 osób (120 ewangelików, 1 katolik) w 13 domach. Najbliższa szkoła elementarna znajdowała się w Dobromierzu. Miejscowość należała do parafii katolickiej i ewangelickiej w Bydgoszczy.
Słownik geograficzny Królestwa Polskiego dla roku 1884 podaje, że Chmielniki były kolonią w powiecie bydgoskim, położoną nad Jeziorem Jezuickim. Mieszkało tu w 16 domach 112 osób, w tym 111 ewangelików i tylko 1 katolik. Na gruntach wsi Brzoza znajdowała się natomiast stacja kolejowa Chmielniki, gdzie mieszkało 28 osób (urzędnicy kolejowi i pocztowi z rodzinami).
W 1898 r. odnotowano, że na linii Bydgoszcz-Chmielniki kursowały piętrowe wagony kolejowe, przeznaczone dla wyjazdów rekreacyjnych w okresie wiosenno-letnim.
Podczas powstania wielkopolskiego Chmielniki znalazły się na linii walk oddziałów polskich usiłujących zbliżyć się do Bydgoszczy. W nocy z 21 na 22 stycznia 1919 r. oddziały Pawła Cymsa i Jana Tomaszewskiego zajęły Brzozę, lecz późniejsza kontrofensywa niemiecka zepchnęła oddziały polskie na południe od Nowej Wsi Wielkiej. Miejscowość znalazła się w granicach odrodzonej Polski 20 stycznia 1920 roku na mocy traktatu wersalskiego.
W okresie międzywojennym przystanek kolejowy Chmielniki znalazł się razem z wsią Brzoza w obrębie powiatu bydgoskiego w gminie Bydgoszcz-wieś. W latach 1945–1954 Chmielniki należały do wsi Brzoza. Po reformie administracyjnej z 25 września 1954 r. miejscowość znalazła się w gromadzie Brzoza, a po jej likwidacji w 1961 roku w gromadzie Nowa Wieś Wielka. W skład sołectwa Brzoza wchodziły wówczas: wieś Brzoza, leśnictwa Brzoza i Zielonka, stacja kolejowa Chmielniki oraz osady Piecki i Stryszek.
W 1968 r. urządzono kąpielisko nad Jeziorem Jezuickim, które w sezonie letnim odwiedzało naraz nawet kilka tysięcy osób. Od 2003 roku w Chmielnikach nad jeziorem funkcjonuje prywatny ośrodek wypoczynkowy.
5 sierpnia 2020 rozpoczęto przebudowę biegnącego przez miejscowość 1140-metrowego odcinka drogi krajowej nr 25, w ramach której do końca października 2020 kosztem ponad 3,6 mln zł toruńskie Przedsiębiorstwo Budownictwa Drogowo-Inżynieryjnego dokona poszerzenia poboczy, wykona nową nawierzchnię z pasem lewoskrętu, wysepkami i przejściem dla pieszych, wyremontuje dwie zatoki autobusowe i chodniki oraz przebuduje zjazdy na posesje.